# Église Saint-Julien du Cambon
L'église Saint-Julien du Cambon est une église située en France à Castelnau-de-Mandailles, dans le département de l'Aveyron en région Occitanie.
Elle fait l'objet d'une protection au titre des monuments historiques depuis 1924.

## Localisation
L'église Saint-Julien est située dans le hameau du Cambon, à proximité de la route départementale 141, sur la commune de Castelnau-de-Mandailles, dans le département français de l'Aveyron, en région Occitanie.
Elle est située à l'est d'un bâtiment du XVe siècle et juste au nord du cimetière.

## Historique
L'édifice aurait été édifié au XIIe siècle, probablement par des moines dépendant de la domerie d'Aubrac. Il a subi de profondes modifications au XVe siècle : nef revoûtée, clocher, ajout de chapelles latérales.
L'église est classée au titre des monuments historiques le 15 mars 1924.

## Architecture et mobilier
Le clocher, flanqué d'une tour d'escalier, est situé à l'ouest, au-dessus du portail et un petit clocher-mur a été érigé à l'aplomb de l'arc triomphal. Le chœur se termine par une abside pentagonale.
À l'intérieur, tous les chapiteaux sont sculptés.
L'église recèle cinq statues polychromes, classées au titre des monuments historiques depuis le 25 juin 1990 :
- une statue du XVe siècle en bois représentant la Vierge à l'Enfant[2] ;
- quatre statues du XVIe siècle en calcaire représentant saint Antoine[3], saint Jean Baptiste[4], saint Jean l'évangéliste[5], et sainte Catherine[6], cette dernière étant de plus dorée.

## Galerie

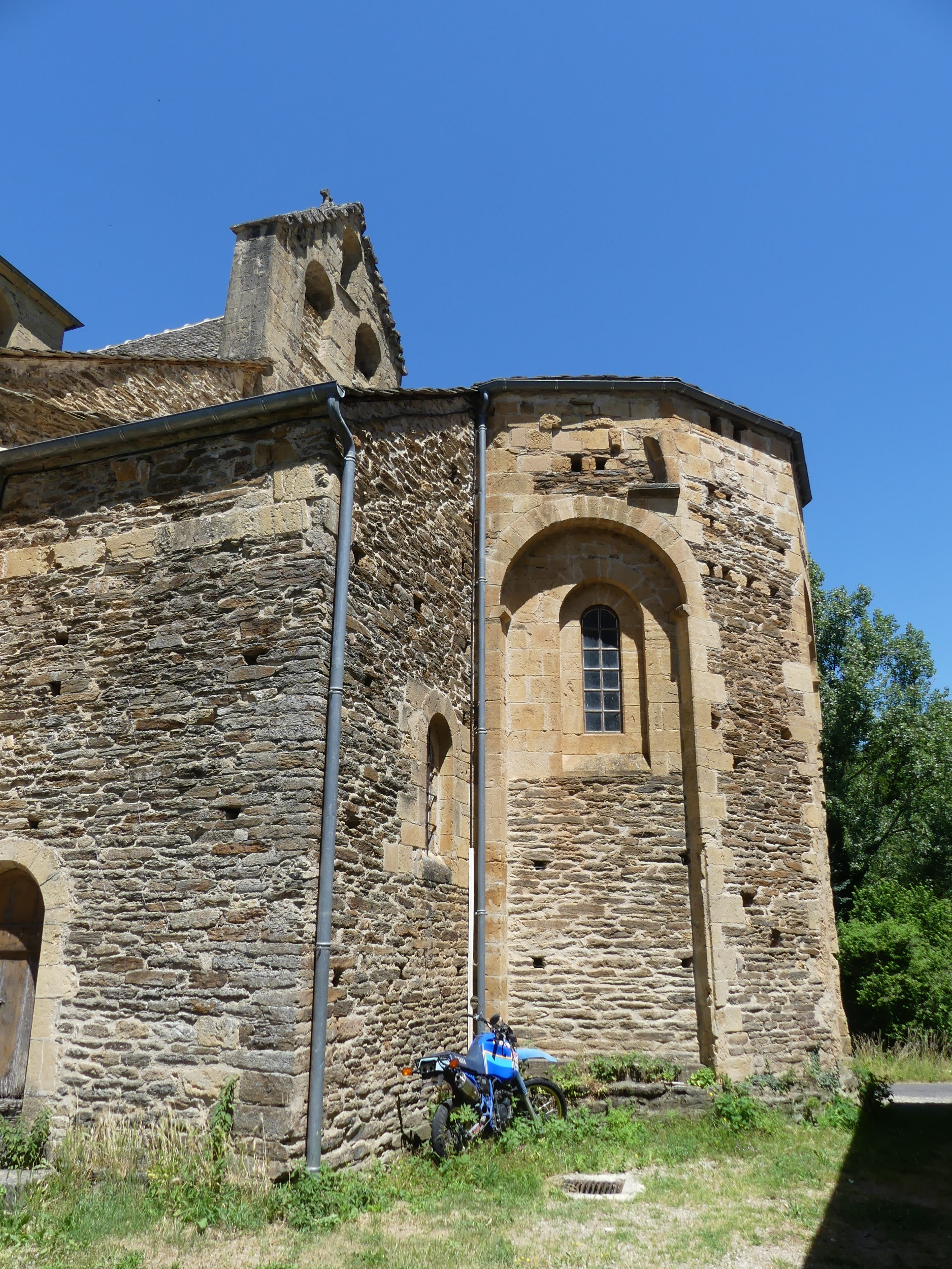
Le chevet.
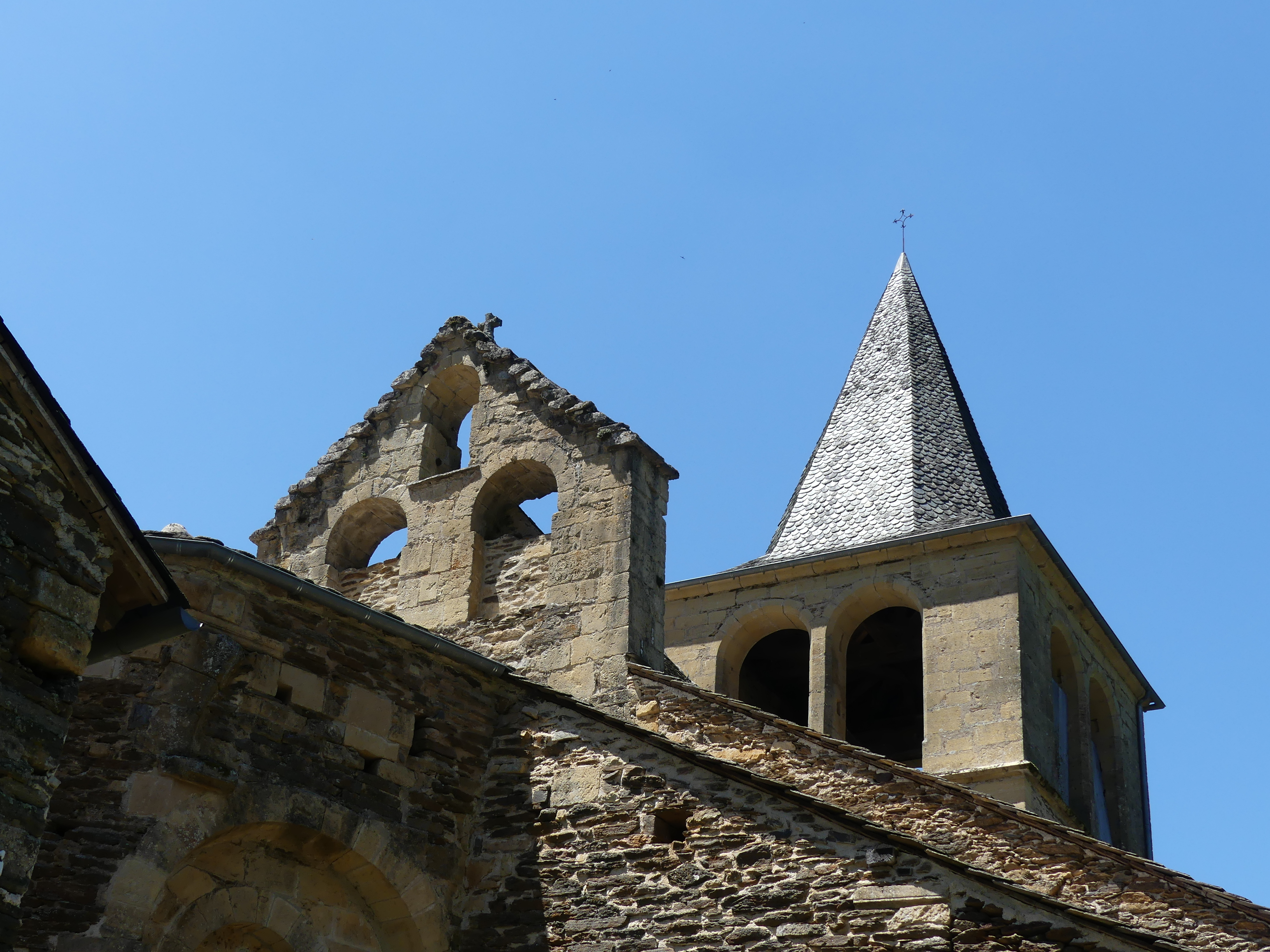
Le clocher-mur et le clocher.
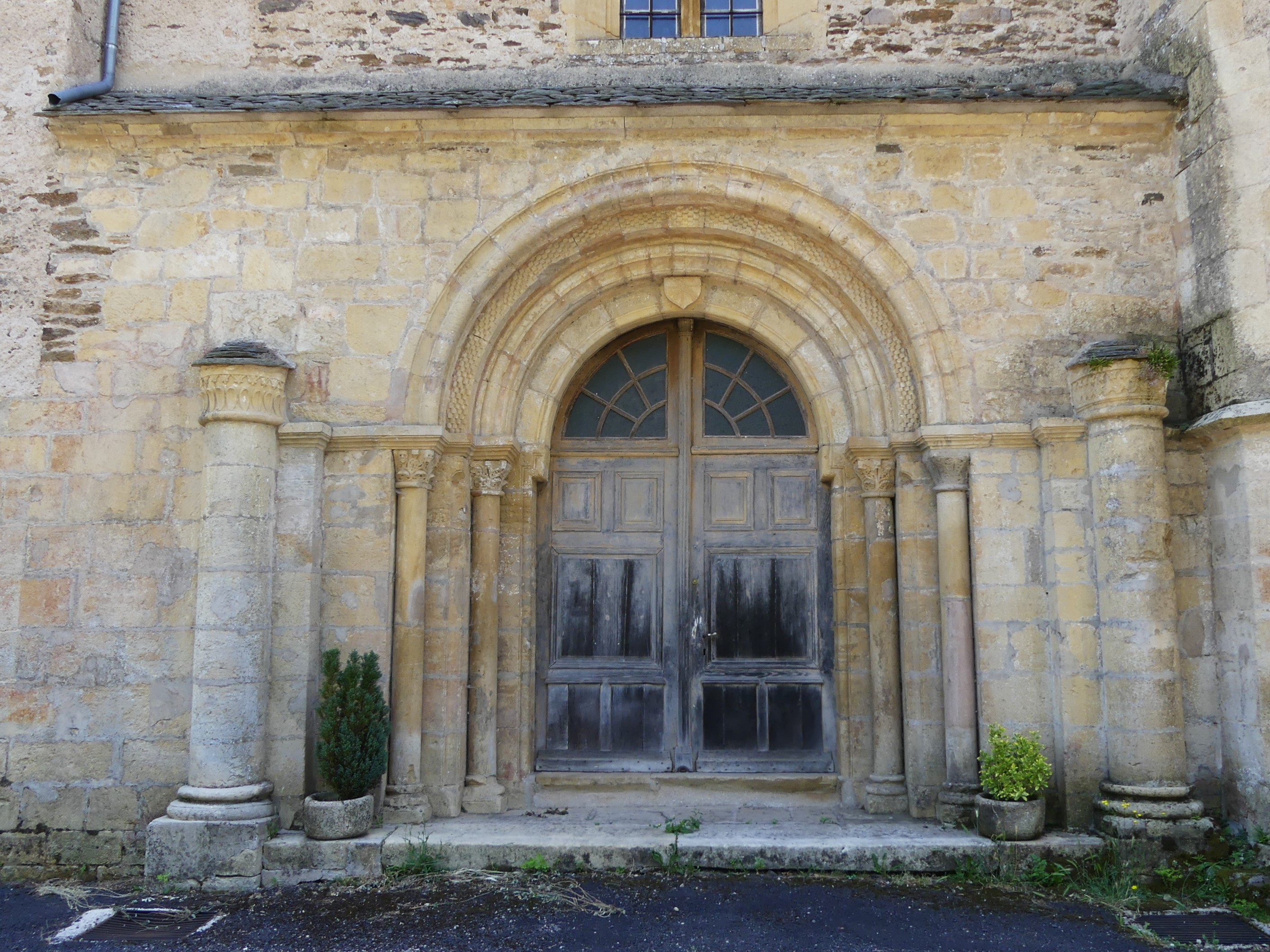
Le portail ouest.
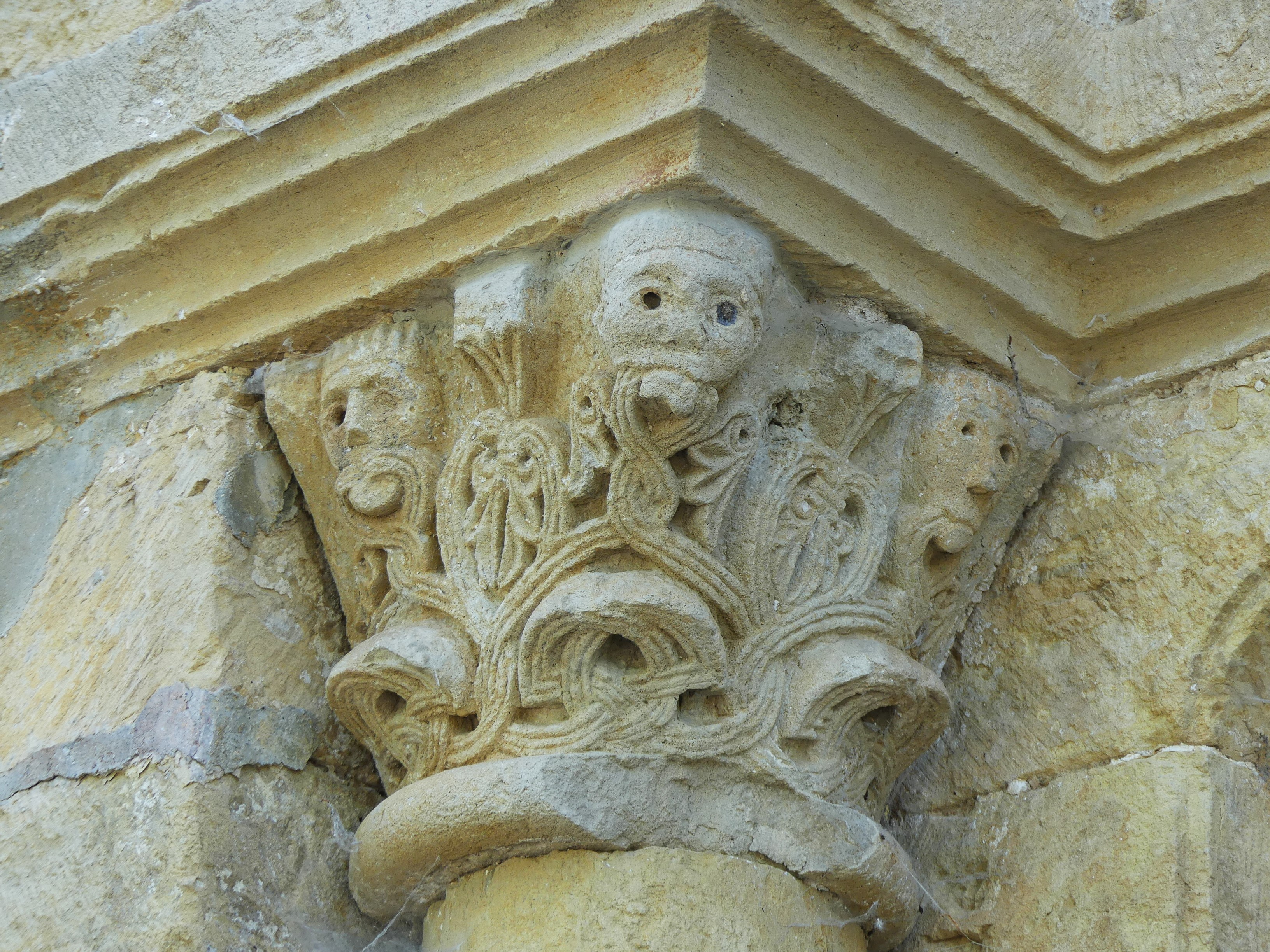
Un de ses chapiteaux.
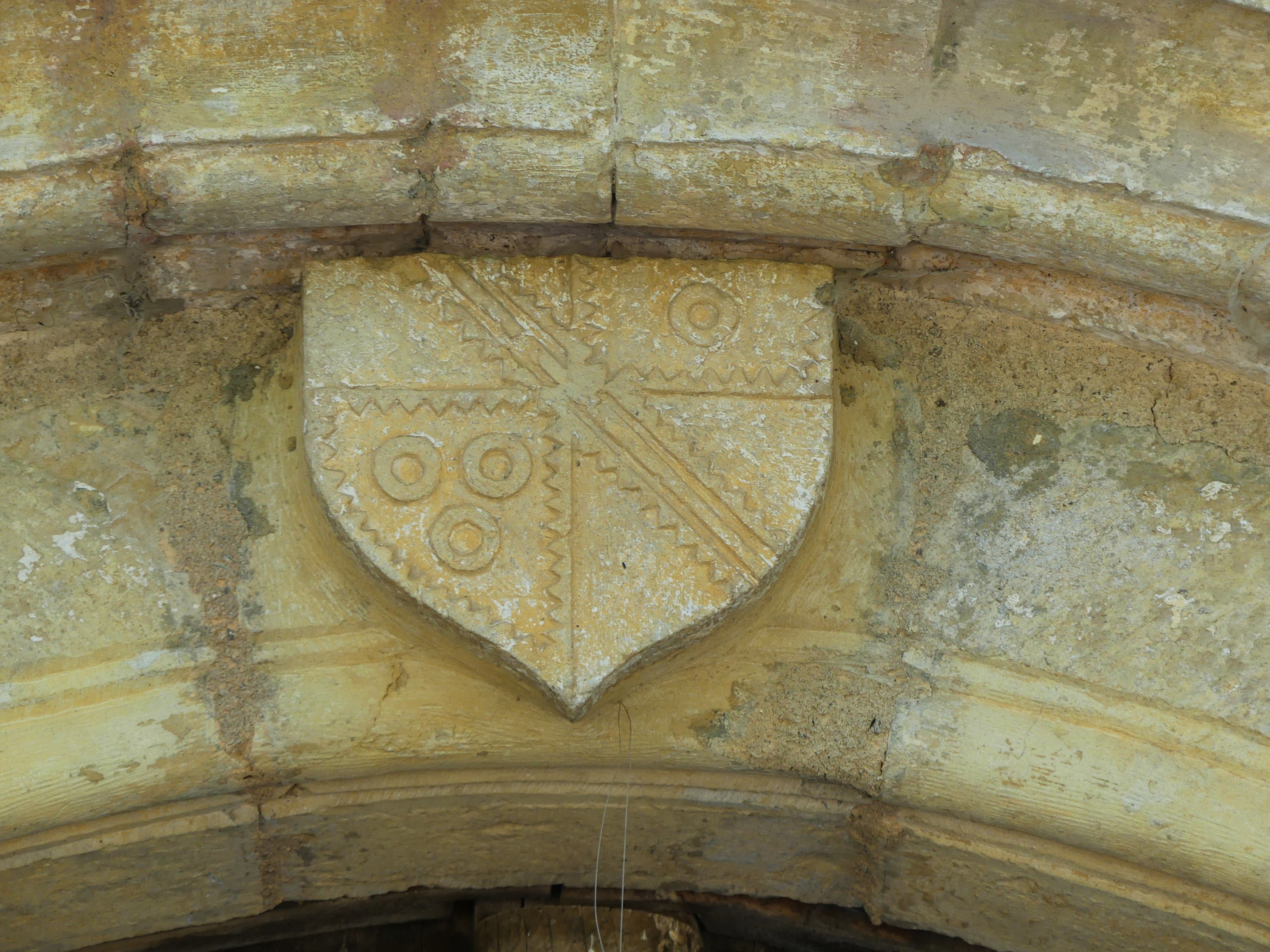
Blason au-dessus du portail.